# كريس كامبل
كريس كامبل (بالإنجليزية: Chris Campbell) هو مصارع هاوي أمريكي، ولد في 1954 في وستفيلد في الولايات المتحدة.

## وصلات خارجية
- كريس كامبل على موقع قاعدة بيانات المصارعة الدولية (الإنجليزية)
- كريس كامبل على موقع أوليمبيديا (الإنجليزية)